# Titularbistum Vertara
Vertara ist ein Titularbistum der römisch-katholischen Kirche.
Es geht zurück auf einen untergegangenen Bischofssitz in der gleichnamigen antiken Stadt, die in der römischen Provinz Africa proconsularis (heute nördliches Tunesien) lag. Der Bischofssitz war der Kirchenprovinz Karthago zugeordnet.
| Titularbischöfe von Vertara |                                                        |                                      |                   |                  |
| Nr.                         | Name                                                   | Amt                                  | von               | bis              |
| 1                           | Julián Herranz Casado Titularerzbischof pro hac vice   | Kurienerzbischof                     | 15. Dezember 1990 | 21. Oktober 2003 |
| 2                           | John Michael Miller CSB Titularerzbischof pro hac vice | Kurienerzbischof                     | 25. November 2003 | 1. Juni 2007     |
| 3                           | Cástor Oswaldo Azuaje Pérez OCD                        | Weihbischof in Maracaibo (Venezuela) | 30. Juni 2007     | 3. April 2012    |
| 4                           | Marcony Vinícius Ferreira                              | Weihbischof in Brasilia (Brasilien)  | 19. Februar 2014  | 12. März 2022    |
| 5                           | Emmanuel Tois                                          | Weihbischof in Paris (Frankreich)    | 17. Oktober 2023  |                  |